# Campeonato Mundial de Ciclismo em Pista de 2008
O CV Campeonato Mundial de Ciclismo em Pista celebrou-se em Manchester (Reino Unido) entre 26 e 30 de março de 2008 baixo a organização da União Ciclista Internacional (UCI) e a Federação Britânica de Ciclismo.
As competições realizaram-se no Velódromo de Manchester. Disputaram-se 18 provas, 10 masculinas e 8 femininas.

## Países participantes
Participaram 309 ciclistas (218 homens + 91 mulheres) de 38 federações nacionais filiadas à UCI:
| África (CAC) | América (COPACI) | Ásia (ACYC) | Europa (UEC) | Oceania (OCF)                          |
| ------------ | --- | --- | --- | -------------------------------------- |
|              | Argentina (3/-) · Canadá (5/2) · Chile (2/-) · Colômbia (5/2) · Cuba (-/4) · Estados Unidos (8/3) · Jamaica (1/-) · México (1/2) · Uruguai (1/) | China (4/4) · Coreia do Sul (5/1) · Hong Kong (3/1) · Irão (2/-) · Japão (7/2) · Malásia (5/1) · Tailândia (-/2) · Taiwan (1/-) · Uzbequistão (1/-) | Alemanha (14/7) · Áustria (3/-) · Bélgica (4/3) · Bielorrússia (2/4) · Dinamarca (6/1) · Espanha (12/2) · França (15/5) · Grécia (8-/) · Irlanda (1/-) · Itália (6/7) · Lituânia (-/3) · Países Baixos (10/7) · Polónia (7/-) · Reino Unido (14/9) · Chéquia (8/2) · Rússia (13/6) · Suíça (3/1) · Ucrânia (12/4) | Austrália (17/4) · Nova Zelândia (9/2) |

## Medalhistas

### Masculino
| Evento                          | Ouro                                                                                        | Prata                                                                                                  | Bronze                                                                                             |
| ------------------------------- | ------------------------------------------------------------------------------------------- | --- | -------------------------------------------------------------------------------------------------- |
| Velocidade individual (28.03)   | Chris Hoy · Reino Unido                                                                     | Kévin Sireau · França                                                                                  | Mickaël Bourgain · França                                                                          |
| Velocidade por equipas (26.03)  | França · Grégory Baugé · Arnaud Tournant · Kévin Sireau · Mickaël Bourgain · 43,271         | Reino Unido · Ross Edgar · Chris Hoy · Jamie Staff · 43,777                                            | Países Baixos · Theo Bos · Teun Mulder · Tim Veldt · 43,718                                        |
| Perseguição individual (26.03)  | Bradley Wiggins · Reino Unido · 4:18,519                                                    | Jenning Huizenga · Países Baixos · 4:23,474                                                            | Alexei Markov · Rússia · 4:21,097                                                                  |
| Perseguição por equipas (27.03) | Reino Unido · Edward Clancy · Geraint Thomas · Paul Manning · Bradley Wiggins · 3:56,322 RM | Dinamarca · Michael Færk Christensen · Casper Jørgensen · Jens-Erik Madsen · Alex Rasmussen · 3:59,381 | Austrália · Graeme Brown · Mark Jamieson · Bradley McGee · Luke Roberts · Jack Bobridge · 4:00,089 |
| 1 km contrarrelógio (30.03)     | Teun Mulder · Países Baixos · 1:01,332                                                      | Michaël D'Almeida · França · 1:01,514                                                                  | François Pervis · França · 1:01,579                                                                |
| Carreira por pontos (28.03)     | Vasil Kiryienka · Bielorrússia · 24 pts.                                                    | Christophe Riblon · França · 23 pts.                                                                   | Peter Schep · Países Baixos · 19 pts.                                                              |
| Scratch (26.03)                 | Aliaxandr Lisouski · Bielorrússia                                                           | Wim Stroetinga · Países Baixos                                                                         | Roger Kluge · Alemanha                                                                             |
| Keirin (29.03)                  | Chris Hoy · Reino Unido                                                                     | Teun Mulder · Países Baixos                                                                            | Jristos Volikakis · Grécia                                                                         |
| Madison (29.03)                 | Mark Cavendish · Bradley Wiggins · Reino Unido · 19 pts.                                    | Roger Kluge · Olaf Pollack · Alemanha · 13 pts.                                                        | Michael Mørkøv · Alex Rasmussen · Dinamarca · 11 pts.                                              |
| Omnium (30.03)                  | Hayden Godfrey · Nova Zelândia · 19 pts.                                                    | Leigh Howard · Austrália · 28 pts.                                                                     | Aliaxandr Lisouski · Bielorrússia · 35 pts.                                                        |

### Feminino
| Evento                          | Ouro                                                                            | Prata                                                                                             | Bronze                                                                      |
| ------------------------------- | ------------------------------------------------------------------------------- | ------------------------------------------------------------------------------------------------- | --------------------------------------------------------------------------- |
| Velocidade individual (29.03)   | Victoria Pendleton · Reino Unido                                                | Simona Krupeckaitė · Lituânia                                                                     | Jennie Reed · Estados Unidos                                                |
| Velocidade por equipas (27.03)  | Reino Unido · Victoria Pendleton · Shanaze Reade · 33,661                       | China · Gong Jinjie · Zheng Lulu · 34,223                                                         | Alemanha · Dana Glöss · Miriam Welte · 34,036                               |
| Perseguição individual (27.03)  | Rebecca Romero · Reino Unido · 3:30,501                                         | Sarah Hammer · Estados Unidos · 3:37,006                                                          | Katie Mactier · Austrália · 3:32,347                                        |
| Perseguição por equipas (28.03) | Reino Unido · Wendy Houvenaghel · Rebecca Romero · Joanna Rowsell · 3:22,415 RM | Ucrânia · Svitlana Haliuk · Lesia Kalytovska · Liubov Shulika · Yelyzaveta Bochkaryova · 3:29,744 | Alemanha · Charlotte Becker · Verena Jooß · Alexandra Sontheimer · 3:26,960 |
| 500 m contrarrelógio (26.03)    | Lisandra Guerra Rodríguez · Cuba · 34,021                                       | Simona Krupeckaitė · Lituânia · 34,066                                                            | Sandie Clair · França · 34,253                                              |
| Carreira por pontos (29.03)     | Marianne Vos · Países Baixos · 33 pts.                                          | Trine Schmidt · Dinamarca · 25 pts.                                                               | Lado Carrara · Itália · 20 pts.                                             |
| Scratch (30.03)                 | Ellen van Dijk · Países Baixos                                                  | Yumari González Valdivieso · Cuba                                                                 | Belinda Goss · Austrália                                                    |
| Keirin (30.03)                  | Jennie Reed · Estados Unidos                                                    | Victoria Pendleton · Reino Unido                                                                  | Christin Muche · Alemanha                                                   |

## Medalheiro
| Ordem | País           | Medalha de ouro | Medalha de prata | Medalha de bronze | Total |
| ----- | -------------- | --------------- | ---------------- | ----------------- | ----- |
| 1     | Reino Unido    | 9               | 2                | 0                 | 11    |
| 2     | Países Baixos  | 3               | 3                | 2                 | 8     |
| 3     | Bielorrússia   | 2               | 0                | 1                 | 3     |
| 4     | França         | 1               | 3                | 3                 | 7     |
| 5     | Estados Unidos | 1               | 1                | 1                 | 3     |
| 6     | Cuba           | 1               | 1                | 0                 | 2     |
| 7     | Nova Zelândia  | 1               | 0                | 0                 | 1     |
| 8     | Dinamarca      | 0               | 2                | 1                 | 3     |
| 9     | Lituânia       | 0               | 2                | 0                 | 2     |
| 10    | Alemanha       | 0               | 1                | 4                 | 5     |
| 11    | Austrália      | 0               | 1                | 3                 | 4     |
| 12    | China          | 0               | 1                | 0                 | 1     |
| 12    | Ucrânia        | 0               | 1                | 0                 | 1     |
| 14    | Grécia         | 0               | 0                | 1                 | 1     |
| 14    | Itália         | 0               | 0                | 1                 | 1     |
| 14    | Rússia         | 0               | 0                | 1                 | 1     |
|       | TOTAL          | 18              | 18               | 18                | 54    |